# Sandbagger
Un sandbagger désigne :
- Un type de voilier coquillier américain de la fin du XIXe siècle.

- une classe de petits voiliers de régate très véloces conçue aux États-Unis d'Amérique dans le courant du XIXe siècle.

La taille des sandbaggers variait de 6 à 9 mètres de longueur de coque, mais toujours avec une surface de voilure disproportionnée à leur taille. Originellement gréés en catboats, ils portèrent ensuite un gréement de sloop qui atteignit des dimensions impressionnantes, voire démesurées.

## Historique
À l'origine, le sandbagger était un voilier de travail spécialisé dans le dragage (huîtres, coquilles Saint-Jacques, etc.) sur les fonds de Staten Island, dans les eaux peu profondes de la baie de New York. Construit simple et solide, le sandbagger pouvait porter une cargaison importante d'huîtres ou d'autres produits. Invariablement, lorsque les bateaux sortaient, ils régataient, de manière informelle, sans aucune règle, juste pour voir celui qui serait le plus rapide. Et les équipages apprirent vite à déplacer la cargaison au vent pour améliorer les performances.
Afin de suppléer à l'absence de quille et ne pouvant pas emmener un équipage nombreux (une dizaine d'hommes était un maximum, compte tenu de la taille des coques), les plaisanciers emmenaient des sacs de sable de 25 kg (sand-bags en anglais, d'où leur nom) en guise de lest mobile qu'ils changeaient de côté à chaque virement de bord.
Le sandbagger devint ainsi un sloop de régate très populaire à la fin du XIXe siècle. Les courses organisées en baie de New York voyaient se mesurer les meilleurs régatiers de l'époque, et les paris allaient bon train. Tous les coups étaient permis dans ces courses en ligne, et il était courant d'embarquer du lest humain qui se jetait à l'eau au moment opportun, permettant ainsi de remporter la victoire
Dériveurs extrêmement voilés, de formes de carène très plates, et au gréement hypertrophié, ils pouvaient atteindre des vitesses très élevées. Ils furent progressivement sur-voilés par des bouts-dehors immenses. Leurs dimensions étaient extrêmes, la largeur étant augmentée au maximum, en opposition aux formes classiques des voiliers à quille traditionnels que l'on nommait alors des « couloirs lestés ». Le plus fameux, Susie.S en 1863 mesurait, pour 8,30 mètres de longueur de coque, 21,50 mètres hors tout et portait 140 m2 de voilure.